# T4 – Hartheim 1
T4 – Hartheim 1 ist ein Dokumentarfilm von Egon Humer, Andreas Gruber und Johannes Neuhauser aus dem Jahr 1988. Er befasst sich mit der Tötungsanstalt Hartheim (bei Linz), in der zwischen 1940 und 1945 körperlich und geistig Behinderte, Juden als auch Kriegsgefangene getötet wurden.

## Inhalt
In der Dokumentation, die den Untertitel „Sterben und Leben im Schloss“ trägt, wird die Tötung von über 30.000 Menschen an einer der größten NS-Euthanasieanstalten behandelt. Dazu werden Aussagen des stellvertretenden Lagerarztes Georg Renno und des Leichenverbrenners Vinzenz Nohel ebenso zitiert wie die Reaktionen von Angehörigen der Opfer.
Die Erinnerung an diese Zeit wird mit dem Alltag von Bewohnern des Schlosses aus den 1980er Jahren kontrastiert, die Jahrzehnte später am gleichen Ort ihren persönlichen Lebensmittelpunkt hatten. Die Interviewten berichten von der Inbesitznahme des Gebäudes, von den vorgenommenen Baumaßnahmen, ihrer persönlichen Situation sowie ihrer eigenen Sicht auf die Vergangenheit. Dabei wird das Spannungsverhältnis von „Einst“ und „Jetzt“ deutlich.

## Veröffentlichung auf DVD
Der Film erschien in der Edition Der österreichische Film der Zeitung Der Standard (Nr. 193).